# Michael Rimmer
Michael John Rimmer , född den 3 februari 1986, är en brittisk friidrottare som tävlar i medeldistanslöpning.

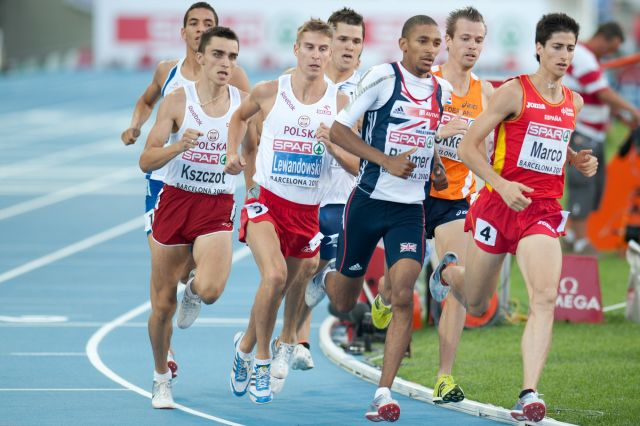
Michael Rimmer på andra platsen